# Tuczkowo
Tuczkowo (ros. Тучково) – osiedle typu miejskiego w Rosji, w obwodzie moskiewskim, 80 km na zachód od Moskwy. W 2020 liczyło 18 320 mieszkańców.
Znajduje się tu stacja kolejowa Tuczkowo, położona na linii Moskwa – Mińsk – Brześć.